# Валиська (Мінський повіт)
Валиська (пол. Waliska) — село в Польщі, у гміні Лятович Мінського повіту Мазовецького воєводства.
Населення — 210 осіб (2011).

## Демографія
Демографічна структура станом на 31 березня 2011 року:
|          | Загалом | Допрацездатний вік | Працездатний вік | Постпрацездатний вік |
| -------- | ------- | ------------------ | ---------------- | -------------------- |
| Чоловіки | 105     | 20                 | 69               | 16                   |
| Жінки    | 105     | 24                 | 48               | 33                   |
| Разом    | 210     | 44                 | 117              | 49                   |